# Дорофеев, Иван Андрианович
Иван Андрианович Дорофеев (1895 — 1940) — деятель органов государственной безопасности, член тройки НКВД по Якутской АССР, капитан государственной безопасности.

## Биография
Родился в русской семье машиниста, окончил Кулебаковское министерское 2-классное училище в 1907. В 1915–1917 матрос императорского Черноморского флота. Был арестован и отбывал заключение в плавучей тюрьме у Севастополя с июня до сентября 1915. После чего возвращён на флот матросом-электриком миноносца «Счастливый», где служил до октября 1917. Являлся членом РСДРП(б) с августа 1917. С 1917 до 1918 в Красной гвардии в Севастополе, в 1918–1920 в РККА, в 1920–1921 военком 127-й стрелковой бригады. В 1921–1922 комиссар батальона войск ВЧК, уполномоченный войск ВЧК в Карельской трудовой коммуне, затем старший инспектор политического отдела войск ГПУ НКВД РСФСР. В 1922–1924 начальник политического отдела войск ГПУ Туркестанской АССР, в 1924–1926 начальник 47-го Узбекского погранотряда, в 1926–1929 начальник 46-го Ашхабадского погранотряда. В 1929–1930 начальник Сурхан-Дарьинского окружного отдела ГПУ и начальник особого отдела ОГПУ 3-й дивизии, затем начальник Бухарского окружного отдела ГПУ. В 1930–1931 председатель ГПУ при СНК Узбекской ССР, в 1931–1932 председатель ГПУ при СНК Таджикской ССР. В 1932–1933 начальник Чувашского областного отдела ГПУ. В 1933–1934 старший инспектор руководящего состава полномочного представительства ОГПУ по Горьковскому краю. В 1934–1936 начальник Алданского оперативного сектора ГПУ—НКВД. С 1936 до 1937 заместитель начальника управления НКВД по Якутской АССР — народного комиссара внутренних дел Якутской АССР, с 1938 до 1939 народный комиссар. Арестован 17 апреля 1939, приговорён ВКВС СССР 21 января 1940 по статьям 58-1 «а», 58-7, 58-11 УК РСФСР к ВМН. Расстрелян 21 января 1940, не реабилитирован. Определением ВКВС СССР от 28 декабря 1957 приговор в части осуждения по статьям 58-1 «а», 58-11 отменён, дело прекращено по пункту 5 статьи 4 УК РСФСР и принято решение считать его приговорённым к ВМН по статье 58-7 УК РСФСР.

### Звания
- матрос;
- капитан государственной безопасности, 2 марта 1936.

### Награды
- знак «Почётный работник ВЧК—ГПУ (V)» № 393, 1926;
- орден Трудового Красного Знамени Туркменской ССР, 23 февраля 1928;
- орден Трудового Красного Знамени Узбекской ССР, 19 декабря 1930.